# 莫斯米爾巴赫河 (莫斯格拉本河支流)

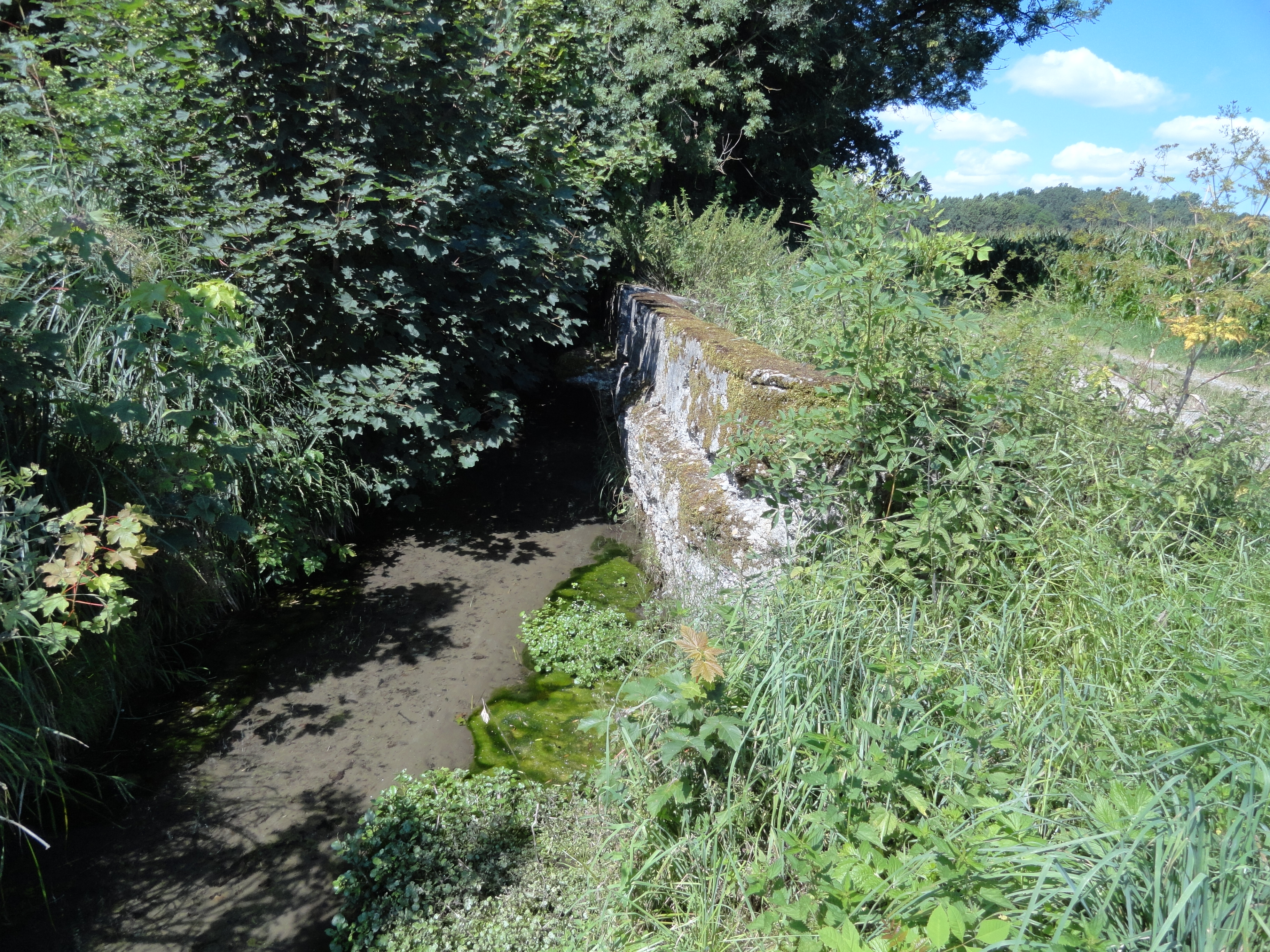

48°53′22″N 12°31′32″E / 48.88942°N 12.52554°E
莫斯米爾巴赫河（德語：Moosmühlbach），是德國的河流，位於該國東南部，由巴伐利亞負責管轄，屬於莫斯格拉本河的支流，河道全長1公里，流域面積0.6平方公里。